# Boyfriend (musikgrupp)
Boyfriend (hangul: 보이프렌드) är ett sydkoreanskt pojkband bildat år 2011 av Starship Entertainment.
Gruppen består av de sex medlemmarna Donghyun, Hyunseong, Jeongmin, Youngmin, Kwangmin och Minwoo.

## Medlemmar
| Artistnamn   | Artistnamn | Födelsenamn     | Födelsenamn | Födelsedatum     |
| Romanisering | Hangul     | Romanisering    | Hangul      | Födelsedatum     |
| ------------ | ---------- | --------------- | ----------- | ---------------- |
| Donghyun     | 동현       | Kim Dong-hyun   | 김동현      | 12 februari 1989 |
| Hyunseong    | 현성       | Shim Hyun-seong | 심현성      | 9 juni 1993      |
| Jeongmin     | 정민       | Lee Jeong-min   | 이정민      | 2 januari 1994   |
| Youngmin     | 영민       | Jo Young-min    | 조영민      | 24 april 1995    |
| Kwangmin     | 광민       | Jo Kwang-min    | 조광민      | 24 april 1995    |
| Minwoo       | 민우       | No Min-woo      | 노민우      | 31 juli 1995     |

## Diskografi

### Album
| Albuminformation                                         | Topplacering          | Topplacering   |
| Albuminformation                                         | Sydkorea (Gaon Chart) | Japan (Oricon) |
| Koreanska                                                | Koreanska             | Koreanska      |
| -------------------------------------------------------- | --------------------- | -------------- |
| Love Style (EP-skiva) - Släppt: 14 juni 2012             | 2                     | 101            |
| Janus (Studioalbum) - Nyutgåva: I Yah (14 januari 2013)  | 2                     | 60             |
| Obsession (EP-skiva) - Släppt: 9 juni 2014               | 4                     | —              |
| Witch (EP-skiva) - Släppt: 13 oktober 2014               | 4                     | —              |
| Boyfriend in Wonderland (EP-skiva) - Släppt: 9 mars 2015 | 2                     | —              |
| Japanska                                                 |                       |                |
| Seventh Mission (Studioalbum) - Släppt: 29 maj 2013      | —                     | 4              |
| Seventh Color (Studioalbum) - Släppt: 23 juli 2014       | —                     | 5              |

### Singlar
| År        | Titel                         | Topplacering          | Topplacering   |
| År        | Titel                         | Sydkorea (Gaon Chart) | Japan (Oricon) |
| Koreanska | Koreanska                     | Koreanska             | Koreanska      |
| --------- | ----------------------------- | --------------------- | -------------- |
| 2011      | "Boyfriend"                   | 71                    | —              |
| 2011      | "Don't Touch My Girl"         | 45                    | —              |
| 2011      | "I'll Be There"               | 40                    | —              |
| 2012      | "Love Style"                  | 55                    | —              |
| 2012      | "Janus"                       | 53                    | —              |
| 2013      | "I Yah"                       | 50                    | —              |
| 2013      | "On & On"                     | 44                    | —              |
| 2014      | "Obsession"                   | 48                    | —              |
| 2014      | "Witch"                       | 92                    | —              |
| 2015      | "Bounce"                      | 77                    | —              |
| 2016      | "To My Bestfriend"            | —                     | —              |
| Japanska  |                               |                       |                |
| 2012      | "Be My Shine"                 | —                     | 4              |
| 2012      | "Dance Dance Dance / My Lady" | —                     | 3              |
| 2013      | "Melody of Eyes"              | —                     | 4              |
| 2013      | "Pinky Santa"                 | —                     | 5              |
| 2014      | "My Avatar"                   | —                     | 6              |
| 2014      | "Startup!"                    | —                     | 9              |
| 2016      | "Glider"                      | —                     | 3              |
| 2016      | "Jackpot"                     | —                     | 4              |
| 2017      | "I Miss You"                  | —                     | 7              |